# Hipokoristik
Hipokoristik (grško hypokrídzomai v pomenu govoriti kot otrok, po otroško) je klicna, navadno ljubkovalna oblika rojstnega imena.
Hipokoristik je s predrugačenjem (navadno s skrajšavo in dodajanjem kake od značilnih pripon) rojstnega imena nastalo osebno ime kot npr. Bine iz Albin, Cene iz Vincenc. Osebno ime se pri tem včasih spremeni do nerazpoznavnosti, tako npr. v hipokoristikih Špela in Jelka, ki oba spadata k imenu Elizabeta. Hipokoristiki se lahko tvorijo tudi iz neimenskih pojmovanj npr. mêdo iz mêdved.